# Cruachan
Cruachan — ірландський музичний гурт, що грає у стилі фолк-метал. Cruachan змішують кельтську музику, історію і міфологію з блек-металом, вплив якого на творчість гурту з часом ставав то менше, то знов збільшувався.
У піснях гурту також часто зустрічаються посилання на епоху вікінгів, та ірландські міфи і легенди. Деякі пісні засновані на різних подіях світу  книг Джона Р. Р. Толкіна (наприклад, The Fall of Gondolin з альбому Tuatha Na Gael, Sauron з синглу Ride On або Beren and Lutien з альбому «Blood for the Blood God» ).

## Початок
У 1990 році 14-річний Кейт Фей приєднався до гурту P.U.S., що грав грайндкор, а потім перейшов до дет-метал гурту Crypt. Тут він познайомився з бас-гітаристом Джоном Клохессі, який потім став співзасновником Cruachan. В той час, по спогадам самого Фея, він був під впливом таких Музикантів як Мік Харріс та Міллє Петроцца, що грали доволі екстремальну за стилями музику. Блек-метал в ті часи все ще знаходився у андеграунді, і Кейт серйозно вважав, що він першій почав використовувати скрімінг.
Після запису декількох демо у 1991 році гурт Crypt розпався, і Фей сформував власний гурт Minas Tirith, який орієнтувався на творчість Джона Р. Р. Толкіна. В той період Фей почав все більше цікавитися фолк-музикою і познайомився  з дебютним альбомом британського фолк-метал-гурту Skyclad. На Фея цей альбом справив величезне враження, і він вирішив виконувати не блек-метал (хоча жанр Minas Tirith потім він визначив як «дивакуватий heavy metal»), а його гібрид з ірландською фолк-музикою. До 1992 року Фей розпустив Minas Tirith.

## Заснування гурту, дебютний альбом, розпад
У 1992 році Кейт Фей разом зі своїм братом Джоном, який заради цього самостійно опанував гру на ірландських сопілках-вістлах, і старим знайомим Джоном Клохессі створив новий гурт (хоч іноді в інтерв’ю Фей каже лише о перейменуванні Minas Tirith), що отримав назву Cruachan на честь воріт у підземний світ в ірландській міфології. Потім Джон давав таке тлумачення назви: «Це печера на заході Ірландії, та кельти вважали, що це – ворота в Загробний Світ, але християни промили мозок кельтам, та ті кельти, яких обернули у християнство називають її воротами по Пекла».
Після того як склад гурту  поповнився ще декількома музикантами, розпочався запис свого першого демо Celtica. Цей запис привернув увагу німецького лейблу Nazgul’s Eyrie Productions, з яким гурт підписав контракт на видання свого дебютного альбому. Альбом Tuatha Na Gael вийшов у 1995 році. Реліз, хоч і відрізнявся оригінальністю матеріалу, але справедливо був розкритикований через погану якість запису.
У 1997 році гурт розпався.

## Відродження
В січні 1999 року гурт відроджується. Це рішення Фей пояснив тим, що після розпаду гурту він почав регулярно натикатися в Інтернеті на сайти музичних гуртів, які стверджували, що це вони першими почали змішувати кельтський фолк і метал. Це дратувало Фея, та він вирішив відродити гурт з Джоном Феєм, Джоном Клохессі та ударником Джо Фареллом.
Музиканти підписали контракт з голландським лейблом Hammerheart Records на видання  наступного альбому. Нову вокалістку Карен Джиліган спочатку запросили лише заспівати дві пісні, а інші партії вокалу мав виконати Кейт. Але після перших проб учасники гурту запросили Карен приєднатися до них як постійного учасника, і вона погодилася.
У світ виходить альбом The Middle Kingdom, на якому майже не відчувається вплив екстремальних стилів металу. Музика альбому поєднувала фолк та класичний метал і, навіть, частково панк-рок. Такий стиль привернув увагу до гурту у дуже широкої аудиторії.
У вересні 2001 року гурт видає свій першій сингл  «Ride On», що вміщав кавер-версію однойменної пісні Джимми Маккарти, для виконання чоловічого вокалу було запрошено відомого ірландського панк-рокера Шейна Макгоуена з гурту The Pogues. Сингл було видано тільки на території Ірландії, та гурт потрапив у національний чарт Top 40.
Макгоуен також узяв участь у записі альбому Folk-Lore, заспівавши пісню «Spancill Hill».
У 2002 році з гурту уходить Джон Фей. Замість нього на скрипці та народних інструментах у гурті починає грати Джон Райан. Гурт продляє контракт з Hammerheart Records, та у 2003 році видає альбом Pagan, після чого до гурту повертається Джон Фей.
У 2006 році гурт видає альбом The Morrigan’s Call на лейблі AFM Records.
У січні 2007 року гурт лишає Джо Фарелл, а його місце за барабанами займає Колін Пьорселл.
У 2010 році співачка Карен вирішує покинути гурт. Їй не знаходиться постійної заміни. Фей вирішує повернутися до екстремальної фолк-метал музики, а для виконання старих пісень на концертах гурт запрошував різних сесійних співачок. Влітку 2010 року був підписаний контракт з Candlelight Records і у 2011 році у світ виходить альбом Blood on the Black Robe (2011), в якому деякі партії вокалу виконала Карен але вже якості гостя.

### Оцінка діяльності

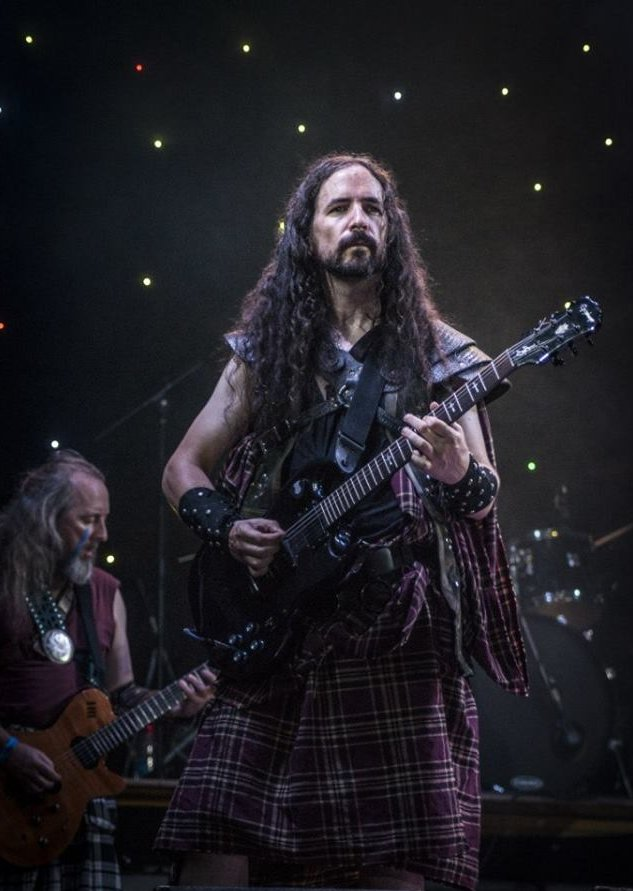
Кіф Фей, Україна 2014

Після виходу дебютного альбому гурт доволі швидко завоював позиції на європейській метал сцені завдяки оригінальній на той час суміші звучання народних інструментів та важкого металу і пісням, що ґрунтувалися на міфології та фентезі.
Коли гурт почав грати більш легку музику, то він розширив аудиторію, в тому числі і серед прихильників ірландського пабного фолку, не втрачаючи й прихильників важкого року, бо на концертах продовжував виконувати як нові, так і старі пісні. Й досі, не зважаючи на те, які за стилістикою альбоми гурт видає зараз, фанатська спільнота та аудиторія концертів Cruachan включає в себе рівним чином як любителів важкого, металу, так і любителів фолку, любителів ірландських народних пісень, так і прихильників фолк-металу  і навіть фолк-панку.

## Повернення до важкого року
Кейт Фей на початку 2000-х заявив, що гурт ніколи не звучав як бле-метал-гурт, хоча учасники й розділяли погляди сучасних блек-метал-колективів. Головна різниця, за словами Фея,  полягала у небажанні торгувати власними переконаннями. Для нього дуже важливу роль грала фолк-музика кельтських країн, але його смаки не обмежувалися лише нею, бо він слухав музику різних жанрів: від класичної до різних жанрів металу.
В актуальний час гурт Cruachan продовжує давати концерти як в Ірландії, так і за її межами, презентуючи кельтський фолк у таких країнах як Росія, Україна, Білорусь, Німеччина, Італія, Ізраїль, Польща та ін.
На 5 січня заплановане видання нового альбому "Blood for the Blood God"

## Cruachan в Україні
У 2010 р. Cruachan виступили на Global East фестивалі у Києві. У 2011 р. був проведений міні-тур гурту по таким містам як Київ, Дніпропетровськ та Ясинувата, але через погану рекламну кампанію тур не мав великого успіху.
На альбомі Blood on the black Robe у пісні The Voyage of Bran партію волинки виконав музикант з України Олексій Шкуропатський.
2013р Cruachan  зіграли в Україні на фестивалі Carpathian Alliance.
У 2014р на фестивалі Бандерштат - 2014 у Луцьку  Cruachan виконали національний гімн України.
На новому альбомі Blood for the blood God партії волинки виконав музикант з України Олексій Шкуропатський.

## Учасники
- Кейт Фей (Keith Fay) – гітари, клавішні, спів, бойран, мандолін, перкусія
- Ерік Флетчер  – бас-гітара
- Мауро Фрісон (Mauro Frison) – ударні, перкусія
- Джон Раян (John Ryan) – металеві сопілки, скрипка, банджо, ірландська бузука, клавішні
- Джон Фей (John Fay) - металеві сопілки
- Кіран Болл - гітара

## Дискографія
Студійні альбоми
- Tuatha na Gael (1995)
- The Middle Kingdom (2000)
- Folk-Lore (2002)
- Pagan (2004)
- The Morrigan's Call (2006)
- Blood on the Black Robe (2011)
- Blood for the Blood God (2014)
- Nine Years of Blood (2018)

Синґли
- Ride On (2001)
- The Very Wild Rover (2006)

Демо
- Celtica (демо, 1994)
- Promo '97 (демо, 1997)
- Untitled (демо, 2010)

Компіляції
- A Celtic Trilogy (2002)
- A Celtic Legacy (2007)